# Windows Live
Windows Live ist der ehemalige gemeinsame Markenname für eine Reihe von kostenlosen Diensten und Software-Produkten von Microsoft unter proprietärer Lizenz. Ein Großteil dieser Dienste sind clientseitige binäre Anwendungen, die derzeit unter dem Namen Windows Essentials zusammengefasst werden. Die Marke Windows Live entstand, als Microsoft sich entschloss, sämtliche persönlichen Dienste aus der Marke MSN zu lösen. 2012 erreichte live.com Platz 9 der am häufigsten besuchten Websites im Internet.

## Angebotene Dienste
Die Windows-Live-Dienste waren Windows Live Hotmail (vormals MSN Hotmail), Windows Live SkyDrive (entstand aus Windows Live Folders und Office Live Workspace), Windows Live Contacts  und Windows Live Calendar. Zudem gab es zusätzlich zu SkyDrive noch das 
Synchronisierungsprogramm Windows Live Mesh (ehemals Windows Live Sync). Als Chatprogramm gab es den Windows Live Messenger (vormals MSN Messenger). Windows Live bot außerdem Gruppen unter dem Namen Windows Live Groups (vormals MSN Groups) an. Als Websuche gab es Windows Live Search (ehemals MSN Search); der dazugehörige Kartendienst nannte sich Windows Live Maps. Als Konkurrenz zu Steam war das Spielenetzwerk Games for Windows gedacht, das sich allerdings nicht durchsetzen konnte. Das Anmelden bei allen Diensten erfolgt über eine Windows Live ID (ehemals .net Passport), die auch für das Anmelden auf bestimmten anderen Websites verwendet werden kann; Beispiele sind Ciao! und Golem.de. Die meisten Dienste waren über den Browser nutzbar.

## Das Ende der Marke Windows Live
Das erste Herauslösen von Diensten aus der Marke Windows Live begann 2009 mit der Verlegung der Such- und Kartendienste in die neue Marke Bing. Die ehemaligen Dienste Windows Live Search und Windows Live Maps wurden dabei modernisiert und teils um neue Funktionen ergänzt.
Im Juli 2012 stellte Microsoft den E-Mail-Dienst Outlook.com vor, der die Migration von Hotmail-Konten unterstützte. Er ist weitgehend im Design von Windows 8 gehalten, das vorerst allerdings nur für den E-Mail-Dienst, OneDrive und die Kontakteverwaltung verfügbar war; der Kalender folgte erst 2013. Zunächst war der Dienst als Beta gekennzeichnet; seit 2013 ersetzt er Hotmail vollständig, das daraufhin eingestellt wurde. Windows Live Contacts heißt seitdem Outlook.com Contacts, der Kalender Outlook.com Calender. Windows Live Groups wurde in OneDrive integriert.
Im Rahmen der Markteinführung von Windows 8 im Oktober 2012 gab Microsoft an, auf die Nutzung des Markennamens Windows Live künftig zu verzichten; Windows Live SkyDrive wurde daraufhin in Microsoft SkyDrive (jetzt OneDrive) umbenannt, Windows Live Messenger hieß ab diesem Zeitpunkt Messenger, die Windows Live ID nannte sich nun Microsoft-Konto, Windows Live Mesh behielt seinen Namen, wurde allerdings im Februar 2013 eingestellt. Am 30. April 2013 wurde der Messenger zu Gunsten des hausinternen Konkurrenten Skype eingestellt, die Messenger-Kontakte wurden automatisch zu Skype übertragen.
Im Mai 2014 wurden die OneDrive Groups (vorher Windows Live Groups) eingestellt, bestehende Gruppen bleiben erhalten, es können allerdings keine neuen angelegt werden.